# Gellért Anikó
Gellért Anikó (férjezett nevén: Nádorné Gellért Anikó; Budapest, 1919. október 18. –) magyar író, Gellért Lajos és Ürmössy Anikó színész házaspár lánya, Nádor György felesége. Szülei halála után írásaikat magánkiadásban jelentette meg.

## Művei
Gellért Anikó néven:
Versek:
- Ürmössy Anikó – Gellért Anikó – Gellért Lajos: Parázslókő – Költemények, Versek (1930–1960), magán kiadás, 1969
- É. G. J., 1987

Regények:
- Gellért Anikó: Kóbor szépség, regény, Griff Könyvkiadó, Budapest, 1944, „Jót s jól” sorozatban
- Gellért Anikó: Halotti korona, történelmi regény, Aesopus – Tibor Györgyné Könyvkiadó, Budapest

Nádorné Gellért Anikó néven:
- Nádorné Gellért Anikó – Magyar Tibor: Egy művészházaspár életútja

valamint
- Ürmössy Anikó – Nádorné Gellért Anikó – Gellért Lajos: Novellák, Fővárosi Nyomdaipari Vállalat, Budapest, 1970, 1971  (egy kötetben)
- Átképzősök I-II, üzemi riport-regény, 1972
- Foglalkozása: csecsemő ISBN 963-500-745-0
- Barátszer: Kossuth Zsuzsanna, 1978
- Nádorné Gellért Anikó – Nádor György – Ürmössy Anikó – Gellért Lajos:[1] Pajzs és legyező, történelmi regény, szerzői magánkiadás, 1978, 1979, 1984 ISBN 963-500-291-2, 1985 (Utánnyomás azonos ISBN nel)
- Nádor György – Nádorné Gellért Anikó: Történelmi kisregények, szerzői kiadás, Budapest, 1981, ISBN 963-500-125-8[2]
- Nádor György – Nádorné Gellért Anikó: A Holló útja, történelmi regény, szerzői kiadás, Budapest, 1989
- Nádor György – Gellért Lajos – Nádorné Gellért Anikó – Ürmössy Anikó: Modern kisregények, szerzői kiadás, Budapest
- Angyal-Hit – Történelmi kisregény Nyáry Krisztina életéből, regény, szerzői kiadás, 1993, ISBN 963-450-248-2